# Leonardo da Cutro

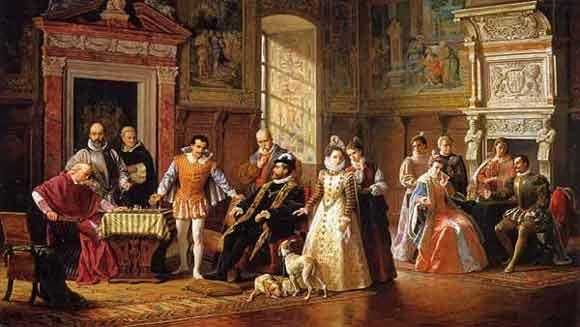
Leonardo da Cutri venç Ruy López a la cort del rei d'Espanya, pintura de Luigi Mussini (1871)

Giovanni Leonardo di Bona, també conegut com a Giovanni Leonardo da Cutri (o da Cutro), o simplement Leonardo da Cutro, i anomenat Il Puttino, va ser un jugador d'escacs italià, un dels millors jugadors d'escacs del segle xvi, i vencedor del primer torneig d'escacs mai documentat, el 1575.

## Biografia
Giovanni Leonardo va néixer a Cutro, (Calàbria), llavors Regne de Nàpols, el 1552. Era anomenat «Il Puttino» (nen petit en italià) per la seva escassa alçada. Va estudiar lleis a Roma, i en aquesta època es va batre per primera vegada amb Ruy López de Segura, amb qui va perdre dos cops. Després de la derrota va anar a Nàpols on es va entrenar en el joc durant dos anys amb Paolo Boi, l'altre gran jugador italià de l'època; ambdós són considerats com més o menys de la mateixa força de joc. En el període 1566-1572, va viatjar i jugar als escacs a Roma, Gènova, Marsella, i Barcelona.
S'explica que va tornar a Cutro perquè el seu germà havia estat capturat pels sarraïns. Leonardo va proposar al cap dels pirates jugar-se l'alliberament del seu germà als escacs. No només va guanyar la llibertat del seu germà sinó que també va obtenir 200 ducats que el pirata va gosar a apostar.

## El torneig de Madrid de 1575
Després d'aquesta gesta va anar a Gènova i d'aquí a Madrid, on va jugar el famós torneig patrocinat per Felip II: el 1575, Felip II el convidà a un torneig a la seva cort, de manera que es van reunir a Madrid els millors escaquistes italians de la seva època: Leonardo da Cutri i Paolo Boi, juntament amb els castellans Ruy López i Alfonso Cerón. Aquesta prova és qualificada pels historiadors com el primer torneig internacional de mestres, i és la primera a ser documentada.
El torneig el va guanyar Leonardo da Cutri, que va passar a ser considerat el millor jugador del món, i va rebre com a premi mil ducats, una capa d'ermini i el seu lloc de naixement (a Calàbria, regne de Nàpols, part dels dominis de la monarquia hispànica), durant vint anys, va estar exempt de pagar tributs. Felip II va enviar les seves felicitacions a Joan d'Àustria en una carta datada el 22 d'agost de 1575.
Posteriorment, va partir cap a Lisboa, on tant ell com Paolo Boi es van enfrontar als millors jugadors de Portugal, i en particular a Il Moro, eminent jugador patrocinat pel rei Sebastià I. Tant Boi com Il Puttino varen guanyar contra Il Moro.
També el rei de Portugal va ser generós amb la seva recompensa, i després d'aquest nou triomf, Giovanni Leonardo, va tornar a Itàlia ric, i s'establí a Nàpols on va fer de mestre d'escacs per al príncep de Bisignano, i hi morí el 1587, als 45 anys